# Minh Tuyết
Trần Thị Minh Tuyết (sinh ngày 15 tháng 10 năm 1976), thường được biết đến với nghệ danh Minh Tuyết, là một nữ ca sĩ người Việt Nam. Là em gái út của Cẩm Ly và Hà Phương, cô cùng với Cẩm Ly từng là cặp đôi song ca biểu diễn tại Việt Nam vào khoảng nửa cuối thập niên 1990.

## Tiểu sử và sự nghiệp
Minh Tuyết sinh ngày 15 tháng 10 năm 1976 tại Thành phố Hồ Chí Minh, là con gái út trong gia đình có sáu anh chị em, trong đó có hai người chị là Cẩm Ly và Hà Phương là ca sĩ. Minh Tuyết bắt đầu biểu diễn từ năm 14 tuổi. Năm 1993, Minh Tuyết cùng với Cẩm Ly đoạt Giải nhất song ca tại nhà hát Hòa Bình. Trong những clip ca nhạc, cặp đôi chị em Minh Tuyết - Cẩm Ly trình diễn chung với cặp đôi Lam Trường - Cảnh Hàn.
Năm 1997, Minh Tuyết sang Mỹ du học ngành thời trang và tiếp tục phát triển sự nghiệp ca hát. Lúc đầu Tuyết sống tại San Diego, Los Angeles và rồi về sống tại Little Saigon. Năm 1998, người chủ tiệm nhạc phát hiện ra giọng hát Minh Tuyết và đã giới thiệu cho công ty ca nhạc Tình. Ai đó thâu nhận ngay Minh Tuyết và cô đã ký độc quyền hát của Trung tâm Tình; các tác phẩm đầu tiên khán giả ngưỡng mộ là "Bờ bến lạ", "Quán vắng một mình" và "Lang thang". Minh Tuyết là ca sĩ "thường xuyên" cover lại các ca khúc hit của các ca sĩ như Mỹ Lệ, Lệ Quyên, Thanh Thảo, Bảo Anh, Vy Oanh như: Nếu em được chọn lựa, Tình không là mơ, Vầng trăng đêm trôi, Đã không yêu thì thôi, Người thứ ba, Anh muốn em sống sao, Để cho em khóc,...
Từ năm 2002, Minh Tuyết cộng tác với Trung tâm Thúy Nga trong Paris by Night 65 với bài "Trái tim lỡ lầm". Năm 2007, trung tâm Thúy Nga ghép nam ca sĩ Bằng Kiều với cô, tạo nên cặp song ca rất được yêu mến tại hải ngoại vào một khoảng thời gian sau đó và kéo dài cho tới tận ngày hôm nay. Năm 2009, Minh Tuyết trở lại Việt Nam và thực hiện liveshow riêng trong 2 ngày 18 và 19 tháng 12 tại Sân khấu Lan Anh, Sài Gòn. Năm 2013, Minh Tuyết trở về Việt Nam để thực hiện liveshow Minh Tuyết – Cẩm Ly để kỷ niệm 20 năm ca hát tại Nhà hát Hòa Bình, Sài Gòn, tổ chức vào ngày 1 và 2 tháng 11 năm 2013.
Năm 2012, cô ghép với Bằng Kiều trong liveshow của hai ca sĩ. Kể từ đó, cặp đôi còn được gọi là "người tình sân khấu" của nhau và đã tham gia vào mọi buổi hòa nhạc với chủ đề tình yêu. Và năm 2023, hai ca sĩ sẽ thực hiện liveshow Bằng Kiều – Minh Tuyết với chủ đề "Bởi Vì Anh Yêu Em" để kỷ niệm 20 năm ca hát ở Trung tâm Thúy Nga và 15 năm hát chung tại Hà Nội, tổ chức vào ngày 7 và 8 tháng 3 năm 2023, 6 năm sau liveshow Bằng Kiều – Minh Tuyết với chủ đề "Như Đã Dấu Yêu", đã tổ chức vào ngày 5 tháng 8 năm 2017.

## Gameshow
| Năm  | Gameshow                   | Vai trò                         | Với                                                           |
| ---- | -------------------------- | ------------------------------- | ------------------------------------------------------------- |
| 2015 | Giọng hát Việt nhí (mùa 3) | Cố vấn đội Cẩm Ly               | Cẩm Ly                                                        |
| 2016 | Tuyệt đỉnh song ca         | HLV                             | Noo Phước Thịnh                                               |
| 2017 | Tuyệt đỉnh song ca nhí     | Giám khảo                       | Cẩm Ly, Đại Nghĩa                                             |
| 2017 | Ai sẽ thành sao            | HLV                             |                                                               |
| 2017 | Ca sĩ giấu mặt             | Ca sĩ                           |                                                               |
| 2018 | Ai sẽ thành sao            | HLV                             |                                                               |
| 2018 | Ca sĩ thần tượng           | Giám khảo                       |                                                               |
| 2018 | Tuyệt đỉnh song ca         | HLV                             | Quang Lê                                                      |
| 2018 | VSTAR Season 5             | Giám khảo                       | Thái Châu, Trần Thu Hà, Nguyễn Hồng Nhung, Huỳnh Thi, Chí Tài |
| 2020 | Ký ức vui vẻ (mùa 3)       | Khách mời                       |                                                               |
| 2021 | Ca sĩ thần tượng (mùa 4)   | Giám khảo                       |                                                               |
| 2023 | Ca sĩ mặt nạ (mùa 2)       | Cố vấn khách mời: Dứa Minh Tinh | Trấn Thành, Tóc Tiên, Bích Phương                             |
| 2024 | Chị đẹp đạp gió (mùa 2)    | Thí sinh                        |                                                               |
| 2025 | Gia đình Haha              | Khách mời                       |                                                               |

## Băng đĩa

### Trung tâm Tình
- Yêu Nhau Ghét Nhau (Tình Đặc Biệt 13)
- Cho Em Một Ngày (Tình Đặc Biệt 21)
- Mắt Buồn (Tình Music Platinum Series 22)
- Lang Thang (Tình Music Platinum Series 13)
- Bến Xưa Em Vẫn Chờ
- Bờ Bến Lạ (Tình Music Platinum Series 21)
- Và Em Còn Mãi Yêu Anh (Tình Music Platinum Series 16)
- Trở Về Phố Cũ
- Muộn Màng (Tình Music Platinum Series 32)
- Mãi Là Người Đến Sau (Tình Music Platinum Series 40)
- Sao Anh Ra Đi? Dẫu Có Muộn Màng... Bến Yêu Xưa Em Vẫn Chờ (Tình Music Platinum Series 53)

Song ca:
- Trái Tim Không Ngủ Yên
- Tình Yêu Muôn Thuở
- Tình Đơn Phương
- Chân Tình

Nhiều ca sĩ:
- Top Hits với Hạ Vy, Huy Vũ, Johnny Dũng
- Top Hits với Diễm Liên, Thanh Trúc, Hạ Vy, Minh Tuyết
- Liên khúc Tình 1 với Tú Quyên, Johnny Dũng
- Liên khúc Tình 2

### Trung tâm Thúy Nga

#### CD
- Làm Sao Anh Biết (TNCD300), 2003
- Ngày Xưa Anh Hỡi (TNCD325), 2004
- Đoá Hồng Đẫm Máu (TNCD348), 2005
- Yêu Một Người Sống Bên Một Người (TNCD402), 2007
- Đã Không Còn Hối Tiếc (TNCD448), 2009
- Yêu không nuối tiếc (TNCD499), 2011
- Một đời em đã yêu (TNCD519), 2013
- Anh muốn em sống sao (TNCD545), 2014

Song ca:
- Bởi Vì Anh Yêu Em với Bằng Kiều (TNCD372), 2006
- Một Lần Nữa Xin Có Nhau với Bằng Kiều (TNCD449), 2010
- Xin lỗi anh - Best of duets (TNCD480), 2010
- Lâu đài Tình ái với Bằng Kiều (TNCD537), 2014

#### DVD

##### Karaoke 1: Mơ Những Ngày Nắng Lên
1. Mơ Những Ngày Nắng Lên (Nguyễn Nhất Huy)
2. Dấu Tình (Tùng Châu, Nguyễn Nhất Huy)
3. Còn Lại Nhớ Thương (Lời Việt: Nguyên Lộc)
4. Vùng Trời Bình Yên (Phạm Hữu Tâm)
5. Đêm Lao Xao (Tường Văn)
6. Những Lời Mê Hoặc (Lời Việt: Phạm Duy) Hát với Trần Thái Hòa
7. Tình lỡ Cách Xa (Lời Việt: Trung Nghĩa)
8. Hát Cho Người Ở Lại (Quốc An & Lê Quang Thanh Tâm)
9. Hãy Hứa Nghe Anh (Hoài An)
10. Trái Tim Buồn (Quốc An)
11. Muốn Được Gần Anh Hơn (Nguyễn Nhất Huy)
12. Ngàn Năm Khó Phai (Hoài An)
13. Ngày Mai Mưa Thôi Rơi (Hoài An) Hát với Lương Tùng Quang
14. Khúc Ca Cuối Cùng (Lê Quang)
15. Chút Tình Mong Manh (Nguyễn Nhất Huy)
16. Làm Sao Anh Biết (Lê Vũ)
17. Ngày Xưa Anh Hỡi (Đồng Sơn) New version

##### The Best Of Minh Tuyết from Paris By Night: Đã Không Yêu Thì Thôi
1. Đã Không Yêu Thì Thôi (Hoài An) Paris By Night 81
2. Trái Tim Lỡ Lầm (Lê Quang) Paris By Night 65
3. Vị Ngọt Đôi Môi (Tùng Châu, Lê Hựu Hà) Paris By Night 69 Hát với Thế Sơn
4. Thầm Gọi Tên Anh (Lời Việt: Nhật Ngân) Paris By Night 67
5. Đợi Bước Anh Về (Trịnh Nam Sơn) Paris By Night 77
6. Mùa Thu Trong Mưa (Trường Sa) Paris By Night 70
7. Ngày Xưa Anh Hỡi (Đồng Sơn) Paris By Night 71
8. Đóa Hồng Đẫm Máu (Lời Việt: Vũ Xuân Hùng) Paris By Night 75
9. Anh Thì Không (Lời Việt: Vũ Xuân Hùng) Paris By Night 72
10. Đừng Xa Em Nhé (Thái Thịnh) Paris By Night 82
11. Trọn Kiếp Bình Yên (Đăng Anh) Paris By Night 79 Hát với Dương Triệu Vũ
12. Xuân Và Tuổi Trẻ (La Hồi) Paris By Night 76
13. Lạnh Trọn Đêm Mưa (Huỳnh Anh) Paris By Night 74
14. Thoát Ly (Quốc Hùng) Paris By Night 78
15. Yêu Mãi Ngàn Năm (Tùng Châu, Nguyễn Ngọc Thiện) Paris By Night 73 Hát với Lâm Nhật Tiến
16. Thương Ca Mùa Hạ (Thanh Sơn) Paris By Night 83
17. Nếu Xuân Này Vắng Anh (Bảo Thu) Paris By Night 85
18. Tình Dù Trăm Lối (Tùng Châu, Nguyễn Ngọc Thiện) Paris By Night 84 Hát với Lương Tùng Quang
19. Làm Sao Anh Biết (Lê Vũ) Paris By Night 68
20. Vầng Trăng Đêm Trôi (Lời Việt: Lê Quang) Paris By Night 86
21. Giờ Thì Anh Đã Biết (Thái Thịnh) Paris By Night 86 Hát với Bằng Kiều

##### Karaoke 2: Yêu Một Người Sống Bên Một Người
1. Anh Đã Ra Đi (Đức Trí)
2. Kẻ Đứng Sau Tình Yêu (Minh Vy)
3. Ngỡ Như Là Giác Mơ (Nguyễn Văn Chung)
4. Giấc Mơ Có Thật (Tường Văn)
5. Anh Sẽ Đến Bên Em (Vĩnh Tâm)
6. Xuân Đã Về Đâu (Lời Việt: Nguyên Lộc)
7. Sa mạc tình yêu (Lời Việt: Khúc Lan)
8. Yêu Một Người Sống Bên Một Người (Hoài An)
9. Ở Nơi Đó Em Cười (Hoài An)
10. Gánh Hàng Rong (Lê Quốc Dũng) MTV
11. Gánh Hàng Rong (Lê Quốc Dũng) Paris By Night 90
12. Sài Gòn Chiều Bơ Vơ (Thái Thịnh) Paris By Night 91
13. Mình Mất Nhau Bao Giờ (Lam Phương) Paris By Night 88
14. Đừng Hứa Với Em (Huỳnh Nhật Tân) Paris By Night 89
15. Bời Vì Anh Yêu Em (Phan Đinh Tùng) Hát với Bằng Kiều

##### Ca nhạc - Phim truyện: Tôi Mơ & Tình Anh Tình Em
1. Mãi Như Bây Giờ (Hà Quang Minh)
2. I'm Sorry! (Huỳnh Nhật Tân)
3. Hoang mang (Võ Hoài Phúc)
4. Vắng Anh Mùa Đông (Trương Lê Sơn)
5. Xa Nhau (Hoài Phương)

- Phim truyện ngắn: Tình Anh...Tình Em (Đạo diễn: Minh Vy)

1. Tình Theo Gió Mây (Minh Vy)
2. Tinh Anh Tình Em (Minh Vy)

- Phim truyện ngắn: Tôi Mơ (Đạo diễn: Triển Chiêu)

1. Tôi Mơ (Minh Vy)
2. Em Phải Làm Sao? (Minh Khang)
3. Rồi Anh Cũng Ra Đi (Huỳnh Nhật Tân)

##### Liveshow: Minh Tuyết in Vietnam
1. Đừng Hứa Với Em (Huỳnh Nhật Tân)
2. Hoang mang (Võ Hoài Phúc)
3. Mãi Là Người Đến Sau (Quốc An)
4. Thầm Gọi Tên Anh (Lời Việt: Nhật Ngân)
5. Không Làm Khác Được (Lương Bằng Quang)
6. Đã Không Còn Hối Tiếc (Tùng Châu, Thái Thịnh)
7. Giấc Mơ Mình Em (Lời Việt: Minh Vy)
8. Yêu Mãi Ngàn Năm (Tùng Châu, Nguyễn Ngọc Thiện) - Minh Tuyết, Lương Tùng Quang
9. Làm Sao Quên Được Em (Quốc Tuấn) - Lương Tùng Quang
10. LK Bờ Bến Lạ (Nguyễn Nhất Huy) - Minh Tuyết, Cẩm Ly
11. Dòng Sông Và Nỗi Nhớ (Hàn Châu) - Hà Phương
12. Gánh Hàng Rong (Lê Quốc Dũng)
13. LK Bẽ Bàng, Cô gái quê (Thái Thịnh) - Minh Tuyết, Cẩm Ly, Hà Phương
14. Em Đâu Biết (Lời Việt: Lam Trường) - Minh Tuyết, Lam Trường
15. Ngày Mai Trời Lại Sáng (Nguyễn Hồng Thuận) - Lam Trường
16. Chờ Một Tiếng Yêu (Lê Hựu Hà)
17. Cắn Môi Tình Còn Đau (Đình Văn) - Đan Trường
18. Vị Ngọt Đôi Môi (Tùng Châu, Lê Hựu Hà) - Minh Tuyết, Đan Trường
19. Anh Thì Không (Lời Việt: Vũ Xuân Hùng)
20. Yêu Một Người Sống Bên Một Người (Hoài An)
21. Đã Không Yêu Thì Thôi (Hoài An)
22. Xin Dành Trọn Cho Em (Tùng Châu, Thái Thịnh)

##### The Best Of Minh Tuyết 3 from Paris By Night: Anh muốn em sống sao
1. Anh muốn em sống sao (Chi Dân) Paris By Night 111
2. Dĩ vãng (Trịnh Nam Sơn) Paris By Night 92 Hát với Bằng Kiều
3. Đừng Giấu Trong Lòng (Hoài An) Paris By Night 95 Hát với Nguyễn Thắng
4. LK Tình Em Ngọn Nến (LV: Khúc Lan), Tàn Tro (LV: Julie), Dù Tình Yêu Đã Mất (Hoàng Nhạc Đô) Paris By Night 96 Hát với Don Hồ
5. Còn tuổi nào cho em (Trịnh Công Sơn) Paris By Night 103
6. Một Lần Nữa Xin Có Nhau (Phương Uyên) Paris By Night 98 Hát với Bằng Kiều
7. Một Đời Em Đã Yêu (Võ Hoài Phúc) Paris By Night 107
8. Dư Âm Tình Ta (Hoài An) Paris By Night 96 Hát với Trịnh Lam
9. LK Bẽ Bàng, Cô gái quê (Thái Thịnh) Paris By Night 92 Hát với Cẩm Ly, Hà Phương
10. Giới Hạn Cuối (Phúc Trường) Paris By Night 104
11. Mơ Một Tình Yêu (Tùng Châu, Thái Thịnh) Paris By Night 100 Hát với Như Quỳnh
12. Đã Không Còn Hối Tiếc (Tùng Châu, Thái Thịnh) Paris By Night 94
13. Vẫn Yêu Một Người (Nguyễn Hồng Thuận) Paris By Night 106 Hát với Quang Dũng
14. Hãy Cố Quên (Minh Nhiên) Paris By Night 97
15. Xin Lỗi Anh (Hoài An) Paris By Night 100 Hát với Bằng Kiều
16. Thay Thế (Lương Bằng Quang) Paris By Night 108
17. Ngỡ, Một Lần Nữa Em Quay Về (Phúc Trường) Paris By Night 105 Hát với Bằng Kiều
18. Tim Em Mãi Thuộc Về Anh (Đồng Sơn) Paris By Night 99

## Trình diễn trên sân khấu

### Trung tâm Thúy Nga

#### Chương trình Paris By Night
| STT | Tên bài hát | Thể hiện với | Chương trình       | Năm  |
| --- | --- | --- | ------------------ | ---- |
| 1   | Trái Tim Lỡ Lầm (Lê Quang) | solo | Paris By Night 65  | 2002 |
| 2   | Thầm Gọi Tên Anh (LV: Nhật Ngân) | solo | Paris By Night 67  | 2002 |
| 3   | Làm Sao Anh Biết? (Lê Vũ) | solo | Paris By Night 68  | 2003 |
| 4   | Vị Ngọt Đôi Môi (Tùng Châu, Lê Hựu Hà) | Thế Sơn | Paris By Night 69  | 2003 |
| 5   | Cà Phê Buồn (Lâm Thái Hiền) | Nhật Trung | Paris By Night 69  | 2003 |
| 6   | Mùa Thu Trong Mưa (Trường Sa) | solo | Paris By Night 70  | 2003 |
| 7   | Tìm Về Phố Xưa (Nhật Trung) | Như Loan, Bảo Hân, Loan Châu, Trúc Lam, Trúc Linh, Tú Quyên, Phi Nhung, Lynda Trang Đài, Tâm Đoan | Paris By Night 71  | 2003 |
| 8   | Ngày Xưa Anh Hỡi (Đồng Sơn) | solo | Paris By Night 71  | 2003 |
| 9   | Anh Thì Không (LV: Vũ Xuân Hùng) | solo | Paris By Night 72  | 2004 |
| 10  | Yêu Mãi Ngàn Năm (Tùng Châu, Nguyễn Ngọc Thiện)                                                                                                  | Lâm Nhật Tiến | Paris By Night 73  | 2004 |
| 11  | LK Tình (Văn Phụng), Hờn Ghen (LV: Phạm Duy), Bình Minh Sẽ Mang Em Đi (LV: Đàm Vĩnh Hưng)                                                        | Loan Châu, Như Loan | Paris By Night 73  | 2004 |
| 12  | Lạnh Trọn Đêm Mưa (Huỳnh Anh) | solo | Paris By Night 74  | 2004 |
| 13  | Đóa Hồng Đẫm Máu (LV: Vũ Xuân Hùng) | solo | Paris By Night 75  | 2004 |
| 14  | LK Ghé Bến Sài Gòn (Văn Phụng) & Sàigòn (Y Vân)                                                                                                  | Như Quỳnh, Loan Châu, Bảo Hân, Như Loan, Hồ Lệ Thu, Tâm Đoan, Hương Thủy | Paris By Night 75  | 2004 |
| 15  | Xuân Và Tuổi Trẻ (La Hối, Thế Lữ) | solo | Paris By Night 76  | 2005 |
| 16  | Đợi Bước Anh Về (Trịnh Nam Sơn) | solo | Paris By Night 77  | 2005 |
| 17  | Lời Cảm Ơn (Ngô Thụy Miên, Hạ Đỏ Bích Phượng) | Khánh Ly, Lệ Thu, Hoàng Oanh, Tuấn Ngọc, Khánh Hà, Như Quỳnh, Bằng Kiều, Thu Phương, Lưu Bích, Nguyễn Hưng, Thủy Tiên, Bảo Hân, Lương Tùng Quang, Thế Sơn, Trần Thái Hòa, Quang Lê, Như Loan, Loan Châu, Tâm Đoan, Hồ Lệ Thu, Vân Quỳnh, Dương Triệu Vũ | Paris By Night 77  | 2005 |
| 18  | Thoát Ly (Quốc Dũng) | solo | Paris By Night 78  | 2005 |
| 19  | Trọn Kiếp Bình Yên (Đăng Anh) | Dương Triệu Vũ | Paris By Night 79  | 2005 |
| 20  | Yêu Thương Mong Manh (Đức Trí, Hà Quang Minh) | Bằng Kiều | Paris By Night 79  | 2005 |
| 21  | Khiêu Vũ Bên Nhau (LV: Vũ Xuân Hùng) | Lương Tùng Quang, Tommy Ngô, Dương Triệu Vũ, Tâm Đoan, Bảo Hân, Tú Quyên, Hồ Lệ Thu, Lynda Trang Đài | Paris By Night 79  | 2005 |
| 22  | Mưa Xuân (Đức Thịnh) | solo | Paris By Night 80  | 2006 |
| 23  | LK Xuân Vui Ca (Nguyễn Hiền), Chúc Mừng Xuân (Thanh Sơn)                                                                                         | Bảo Hân, Như Loan, Hồ Lệ Thu, La Sương Sương, Tâm Đoan, Ngọc Liên, Tú Quyên | Paris By Night 80  | 2006 |
| 24  | Đã Không Yêu Thì Thôi (Hoài An) | solo | Paris By Night 81  | 2006 |
| 25  | Đừng Xa Em Nhé (Thái Thịnh) | solo | Paris By Night 82  | 2006 |
| 26  | Khúc Hát Ân Tình (Xuân Tiên, Song Hương) | Hà Phương, Như Quỳnh, Hạ Vy | Paris By Night 83  | 2006 |
| 27  | Thương Ca Mùa Hạ (Thanh Sơn, Bảo Thu) | solo | Paris By Night 83  | 2006 |
| 28  | Tình Khúc Chiều Mưa (Nguyễn Ánh 9) | Bằng Kiều, Lương Tùng Quang, Trần Thái Hòa, Ngọc Liên, Angela Trâm Anh | Paris By Night 83  | 2006 |
| 29  | Sao Em Nỡ Vội Lấy Chồng (Trần Tiến) | Ngọc Liên, Tú Quyên, Hà Phương, Như Quỳnh, Loan Châu, Thanh Trúc, Hương Thủy | Paris By Night 84  | 2006 |
| 30  | Tình Dù Trăm Lối (Tùng Châu, Nguyễn Ngọc Thiện)                                                                                                  | Lương Tùng Quang | Paris By Night 84  | 2006 |
| 31  | Những Bước Chân Âm Thầm (Y Vân, Kim Tuấn) | Loan Châu, Như Loan, Bảo Hân, Tú Quyên, Trúc Lam, Trúc Linh, Shayla, Hồ Lệ Thu, Thanh Trúc | Paris By Night 84  | 2006 |
| 32  | LK Chiều Xuân, Thì Thầm Mùa Xuân (Ngọc Châu) | Loan Châu, Hương Thủy, Tâm Đoan, Như Loan, Hồ Lệ Thu, Tú Quyên, Hà Phương, Thanh Trúc, Bảo Hân | Paris By Night 85  | 2007 |
| 33  | Nếu Xuân Này Vắng Anh (Bảo Thu) | solo | Paris By Night 85  | 2007 |
| 34  | Ai Không Một Lần Mơ - What A Feeling (LV: Lê Xuân Trường)                                                                                        | Bằng Kiều, Văn Phi Thông, David Meng, Huy Tâm, Ngọc Loan, Hương Giang, Triệu Bảo Vi, Quỳnh Vi, Sunny Lương, Mai Tiến Dũng, Trần Thái Hòa, Hoài Phương, Trịnh Lam, Ngô Quang Minh | Paris By Night 86  | 2007 |
| 35  | Giờ Thì Anh Đã Biết (Thái Thịnh) | Bằng Kiều | Paris By Night 86  | 2007 |
| 36  | Vầng Trăng Đêm Trôi (LV: Lê Quang) | solo | Paris By Night 86  | 2007 |
| 37  | Ngày Hạnh Phúc (Lam Phương) | Ngọc Liên, Tâm Đoan, Hương Thủy | Paris By Night 88  | 2007 |
| 38  | Mình Mất Nhau Bao Giờ (Lam Phương) | solo | Paris By Night 88  | 2007 |
| 39  | Đừng Hứa Với Em (Huỳnh Nhật Tân) | Thaiphoon | Paris By Night 89  | 2007 |
| 40  | Cô Gái Việt (Hùng Lân) | Bảo Hân, Như Loan, Ngọc Liên, Tú Quyên, Hương Giang, Quỳnh Vi, Hương Thủy, Hồ Lệ Thu, Loan Châu, Thanh Trúc, Tâm Đoan | Paris By Night 90  | 2007 |
| 41  | Gánh Hàng Rong (Lê Quốc Dũng) | solo | Paris By Night 90  | 2007 |
| 42  | Sài Gòn Chiều Bơ Vơ (Thái Thịnh) | solo | Paris By Night 91  | 2008 |
| 43  | Dĩ Vãng (Trịnh Nam Sơn) | Bằng Kiều | Paris By Night 92  | 2008 |
| 44  | LK Bẽ Bàng, Cô Gái Quê (Thái Thịnh) | Cẩm Ly, Hà Phương | Paris By Night 92  | 2008 |
| 45  | LK Top Hits | Quỳnh Vi, Tú Quyên, Ngọc Liên, Nguyệt Anh, Bằng Kiều, Trịnh Lam, Dương Triệu Vũ, Lương Tùng Quang, Nguyễn Thắng | Paris By Night 92  | 2008 |
| 46  | Chờ Một Tiếng Yêu (Lê Hựu Hà) | solo | Paris By Night 93  | 2008 |
| 47  | Bởi Vì Anh Yêu Em (Phan Đinh Tùng) | Bằng Kiều | Paris By Night 93  | 2008 |
| 48  | Hãy Cho Tôi Ngày Mai (Hoài Ân, Võ Hoài Phúc) | Bảo Hân, Hồ Lệ Thu, Trịnh Lam, Lương Tùng Quang, Dương Triệu Vũ | Paris By Night 94  | 2008 |
| 49  | Đã Không Còn Hối Tiếc (Tùng Châu, Thái Thịnh) | solo | Paris By Night 94  | 2008 |
| 50  | Nếu Chỉ Còn Một Ngày Để Sống (Hoài An) | Khánh Ly, Khánh Hà, Bằng Kiều, Thế Sơn, Don Hồ, Trần Thái Hoà, Quang Lê, Mai Thiên Vân, Hương Thủy, Hồ Lệ Thu, Trúc Lam, Trúc Linh, Tú Quyên, Dương Triệu Vũ, Quỳnh Vi, Ngọc Liên, Lương Tùng Quang, Lưu Việt Hùng, Nguyệt Anh, Hương Giang | Paris By Night 95  | 2009 |
| 51  | Đừng Giấu Trong Lòng (Hoài An) | Nguyễn Thắng | Paris By Night 95  | 2009 |
| 52  | LK Nhạt Nắng (Y Vân, Xuân Lôi), Biển nhớ (Trịnh Công Sơn)                                                                                        | Tú Quyên, Quỳnh Vi, Trúc Lam, Trúc Linh, Ngọc Liên, Hương Thủy, Như Loan, Bảo Hân, Thùy Vân, Hồ Lệ Thu, Thanh Hà, Nguyệt Anh, Lynda Trang Đài | Paris By Night 95  | 2009 |
| 53  | LK Top Hits | Bảo Hân, Lương Tùng Quang, Hồ Lệ Thu, Trịnh Lam, Quỳnh Vi, Dương Triệu Vũ, Như Loan, Lưu Bích, Nguyễn Hưng, Don Hồ, Thế Sơn | Paris By Night 96  | 2009 |
| 54  | LK Tình Em Ngọn Nến (LV: Khúc Lan), Tàn Tro (LV: Julie), Dù Tình Yêu Đã Mất (Hoàng Nhạc Đô)                                                      | Don Hồ | Paris By Night 96  | 2009 |
| 55  | Dư Âm Tình Ta (Hoài An) | Trịnh Lam | Paris By Night 96  | 2009 |
| 56  | Hãy Cố Quên (Minh Nhiên) | solo | Paris By Night 97  | 2009 |
| 57  | Chuyến Bay Hạnh Phúc (Hoài An) | Lưu Bích, Bảo Hân, Tú Quyên, Thủy Tiên, Nguyệt Anh, Như Quỳnh, Như Loan, Hồ Lệ Thu, Ngọc Anh, Hương Thủy, Quỳnh Vi | Paris By Night 98  | 2009 |
| 58  | LK Phố Cũ Vắng Anh (LV: Minh Tâm), Sao Phải Cách Xa (LV: Võ Hoài Phúc)                                                                           | Nguyễn Thắng | Paris By Night 98  | 2009 |
| 59  | Một Lần Nữa Xin Có Nhau (Phương Uyên) | Bằng Kiều | Paris By Night 98  | 2009 |
| 60  | Tim Em Mãi Thuộc Về Anh (Đồng Sơn) | solo | Paris By Night 99  | 2010 |
| 61  | Mơ Một Tình Yêu (Tùng Châu, Thái Thịnh) | Như Quỳnh | Paris By Night 100 | 2010 |
| 62  | Xin Lỗi Anh (Hoài An) | Bằng Kiều | Paris By Night 100 | 2010 |
| 63  | Kịch: Nếu Điều Đó Xảy Ra (Nguyễn Ngọc Ngạn) | Hương Thủy, Như Loan, Mai Thiên Vân, Quang Lê, Lương Tùng Quang | Paris By Night 100 | 2010 |
| 64  | Hát Với Chú Ve Con (Thanh Tùng) | solo | Paris By Night 101 | 2011 |
| 65  | LK Em Là Tất Cả, Duyên Kiếp, Cỏ Úa (Lam Phương)                                                                                                  | Bằng Kiều | Paris By Night 102 | 2011 |
| 66  | Còn Tuổi Nào Cho Em (Trịnh Công Sơn) | solo | Paris By Night 103 | 2011 |
| 67  | Gọi Tên Ngày Mới (Võ Hoài Phúc) | Như Quỳnh, Tóc Tiên, Kỳ Phương Uyên | Paris By Night 104 | 2011 |
| 68  | Giới Hạn Cuối (Phúc Trường) | solo | Paris By Night 104 | 2011 |
| 69  | Người Tình Trăm Năm (Đức Huy) | Ngọc Anh, Lưu Bích, Như Quỳnh, Kỳ Phương Uyên, Thanh Hà, Tóc Tiên, Như Loan, Quỳnh Vi, Lam Anh, Hạ Vy, Diễm Sương | Paris By Night 105 | 2012 |
| 70  | Ngỡ, Một Lần Nữa Em Quay Về (Phúc Trường) | Bằng Kiều | Paris By Night 105 | 2012 |
| 71  | Vẫn Yêu Một Người (Nguyễn Hồng Thuận) | Quang Dũng | Paris By Night 106 | 2012 |
| 72  | LK Mùa Thu Trong Mưa (Trường Sa), Búp Bê Không Tình Yêu (LV: Vũ Xuân Hùng)                                                                       | Như Quỳnh, Lam Anh, Quỳnh Vi, Diễm Sương, Thanh Hà, Hạ Vy, Mai Thiên Vân, Kỳ Phương Uyên, Hương Giang, Hương Thủy, Ngọc Anh, Tóc Tiên, Như Loan | Paris By Night 106 | 2012 |
| 73  | Một Đời Em Đã Yêu (Võ Hoài Phúc) | solo | Paris By Night 107 | 2013 |
| 74  | LK Bốn Mùa: Mùa Hè Đẹp Nhất (Đức Huy), Chỉ Là Mùa Thu Rơi (Quốc Dũng, Nguyễn Đức Cường), Góc Phố Rêu Xanh (Nhật Trung), Khúc Giao Mùa (Huy Tuấn) | Ngọc Anh, Kỳ Phương Uyên, Tóc Tiên | Paris By Night 108 | 2013 |
| 75  | Thay Thế (Lương Bằng Quang) | solo | Paris By Night 108 | 2013 |
| 76  | Tên Sở Khanh (Lương Bằng Quang) | Bằng Kiều, Kỳ Phương Uyên | Paris By Night 109 | 2013 |
| 77  | LK Xin Đừng Trách Đa Đa (Võ Đông Điền), Mưa trên phố Huế (Minh Kỳ, Tôn Nữ Thụy Khương), Em Đi Chùa Hương (Trung Đức, Nguyễn Nhược Pháp)          | Kỳ Phương Uyên, Hạ Vy, Ánh Minh, Hương Giang, Mai Thiên Vân, Diễm Sương, Hương Thủy, Lam Anh, Như Quỳnh, Bảo Hân, Hồ Lệ Thu, Châu Ngọc, Như Loan, Tóc Tiên, Thu Phương | Paris By Night 109 | 2013 |
| 78  | Hát Mãi Bài Tình Ca (Thái Thịnh) | Như Loan, Tóc Tiên, Như Quỳnh, Don Hồ, Mai Thiên Vân, Hạ Vy, Mạnh Quỳnh, Hương Thủy, Quang Lê, Ngọc Hạ, Trần Thái Hòa, Thế Sơn, Châu Ngọc, Hồ Lệ Thu, Kỳ Phương Uyên, Mai Tiến Dũng, Quỳnh Vi, Trịnh Lam, Lương Tùng Quang, Diễm Sương, Duy Trường, Khánh Lâm, Tommy Ngô, Lynda Trang Đài, Đình Bảo, Ánh Minh, Hương Giang, Anh Tú, Thiên Tôn, Ý Lan, Ngọc Anh, Thu Phương, Giang Tử, Hương Lan, Thái Châu, Quang Dũng, Nguyễn Hưng, Thanh Hà, Lưu Bích, Tuấn Ngọc, Khánh Hà, Dương Triệu Vũ, Lam Anh, Bằng Kiều, Họa Mi, Elvis Phương | Paris By Night 109 | 2013 |
| 79  | Hỏi Nàng Xuân (Vinh Sử, Cô Phượng) | solo | Paris By Night 110 | 2014 |
| 80  | Anh Muốn Em Sống Sao (Chi Dân) | solo | Paris By Night 111 | 2014 |
| 81  | Níu Kéo (Lương Bằng Quang) | Lương Tùng Quang | Paris By Night 112 | 2014 |
| 82  | Hai Mùa Noel (Nguyễn Vũ) | Trần Thái Hòa | Paris By Night 112 | 2014 |
| 83  | Cánh Thiệp Đầu Xuân (Lê Dinh, Minh Kỳ) | Hạ Vy | Paris By Night 113 | 2015 |
| 84  | Thư Của Mẹ (Nguyễn Văn Chung) | solo | Paris By Night 113 | 2015 |
| 85  | Lời Cám Ơn (Ngô Thụy Miên, Hạ Đỏ Chung Bích Phượng)                                                                                              | Ánh Minh, Diễm Sương, Hạ Vy, Hương Thủy, Kỳ Phương Uyên, Lam Anh, Mai Thiên Vân, Ngọc Anh, Quỳnh Vi, Thanh Hà, Bảo Khánh, Don Hồ, Đình Bảo, Lương Tùng Quang, Mai Tiến Dũng, Ngọc Ngữ, Thiên Tôn, Justin Nguyễn | Paris By Night 114 | 2015 |
| 86  | LK Đoản Khúc Cuối Cho Em, Em Về Nào Có Hay (Hoàng Trọng Thụy)                                                                                    | Don Hồ | Paris By Night 114 | 2015 |
| 87  | Tóc Đen (Lưu Thiên Hương) | solo | Paris By Night 115 | 2015 |
| 88  | Nét Đẹp Á Đông (Dương Khắc Linh, Hoàng Huy Long)                                                                                                 | Thanh Hà, Như Quỳnh, Hạ Vy, Tâm Đoan, Hương Thủy, Quỳnh Vi, Hương Giang, Mai Thiên Vân, Lam Anh, Diễm Sương, Ánh Minh | Paris By Night 115 | 2015 |
| 89  | Tâm Hồn Sỏi Đá (Lương Bằng Quang) | Bằng Kiều | Paris By Night 116 | 2015 |
| 90  | Hương Hoa Lài (Võ Hoài Phúc) | solo | Paris By Night 117 | 2016 |
| 91  | Cùng Một Kiếp Hoa (Võ Đức Phấn) | Hương Thủy, Như Loan, Lam Anh, Hoàng Nhung, Diễm Sương | Paris By Night 117 | 2016 |
| 92  | Thêm Một Lần Nữa (Đức Huy) | solo | Paris By Night 118 | 2016 |
| 93  | Xóm Đêm (Phạm Đình Chương) | solo | Paris By Night 119 | 2016 |
| 94  | Đưa Em Xuống Thuyền (Hoàng Thi Thơ) | Phi Nhung, Hạ Vy, Tâm Đoan, Hương Thủy, Nguyễn Hồng Nhung, Mai Thiên Vân, Hoàng Nhung, Châu Ngọc Hà | Paris By Night 119 | 2016 |
| 95  | Sau Ngày Ấy (Võ Hoài Phúc) | solo | Paris By Night 120 | 2016 |
| 96  | LK Nếu Xuân Này Vắng Anh (Bảo Thu), Khúc Nhạc Ngày Xuân (Nhật Bằng)                                                                              | Đan Nguyên, Don Hồ, Lương Tùng Quang, Mai Tiến Dũng, Lê Anh Tuấn, Diễm Sương, Nguyễn Hồng Nhung, Hoàng Nhung, Lam Anh | Paris By Night 121 | 2017 |
| 97  | Xin Dìu Nhau Đến Tình Yêu (Đỗ Kim Bảng) | Don Hồ | Paris By Night 121 | 2017 |
| 98  | Giây Phút Cuối (Châu Đăng Khoa) | solo | Paris By Night 122 | 2017 |
| 99  | Có Cũng Như Không (Võ Hoài Phúc) | solo | Paris By Night 123 | 2017 |
| 100 | Anh Cho Em Mùa Xuân (Nguyễn Hiền, Kim Tuấn) | Hạ Vy, Hương Thủy, Mai Thiên Vân, Hoàng Nhung, Châu Ngọc Hà, Hà Thanh Xuân, Diễm Sương | Paris By Night 124 | 2018 |
| 101 | Xuân Không Màu (Tăng Nhật Tuệ) | solo | Paris By Night 124 | 2018 |
| 102 | Khi Đã Yêu (Phượng Linh) | solo | Paris By Night 125 | 2018 |
| 103 | Khúc Tình Ca Hàng Hàng Lớp Lớp (Nguyễn Văn Đông)                                                                                                 | Hoàng Oanh, Thanh Tuyền, Giao Linh, Vũ Khanh, Anh Khoa, Ý Lan, Anh Dũng, Don Hồ, Ngọc Anh, Nguyễn Hồng Nhung, Thiên Tôn, Đình Bảo, Hương Thủy, Mai Thiên Vân, Lam Anh, Trần Thái Hòa, Hạ Vy, Khải Đăng, Hà Thanh Xuân, Châu Ngọc Hà | Paris By Night 125 | 2018 |
| 104 | Tình Yêu Xây Đắp Nhân Gian (Hamlet Trương) | Lam Anh, Như Loan, Ngọc Anh, Nguyễn Hồng Nhung, Don Hồ, Bằng Kiều, Trần Thái Hoà, Lương Tùng Quang, Dương Triệu Vũ | Paris By Night 126 | 2018 |
| 105 | Ôm Một Bóng Hình (Dương Khắc Linh) | Bằng Kiều | Paris By Night 126 | 2018 |
| 106 | Khoảnh Khắc (Trương Quý Hải) | Lưu Bích, Thanh Hà, Ngọc Anh, Nguyễn Hồng Nhung | Paris By Night 126 | 2018 |
| 107 | Ngày Em Đi (Phúc Trường) | solo | Paris By Night 127 | 2018 |
| 108 | Tiếng Hát Nối Hai Bờ Đại Dương (Hamlet Trương)                                                                                                   | Khánh Hà, Nguyễn Hưng, Don Hồ, Đan Nguyên, Hoàng Mỹ An | Paris By Night 128 | 2019 |
| 109 | Tận Cùng Nỗi Đau (Hùng Quân) | Đan Nguyên | Paris By Night 128 | 2019 |
| 110 | Vào Hạ (Lê Hựu Hà) | Hương Thủy, Kỳ Phương Uyên, Hoàng Nhung, Hà Thanh Xuân, Tâm Đoan, Loan Châu, Như Ý, Hạ Vy, Lam Anh, Trúc Lam, Trúc Linh, Như Loan, Diễm Sương, Băng Tâm, Mai Thiên Vân, Nguyễn Hồng Nhung, Phi Nhung, Quỳnh Vi, Ngọc Anh | Paris By Night 128 | 2019 |
| 111 | Là Gì Giữa Chúng Ta (Huỳnh Quốc Huy) | solo | Paris By Night 129 | 2019 |
| 112 | Dáng Lụa Cung Tơ (Đức Trí) | Hoàng Anh Khang, Hương Thủy, Ngọc Anh, Loan Châu, Như Ý, Băng Tâm, Quỳnh Vi, Châu Ngọc Hà, Hoàng Nhung, Hoàng Mỹ An, Diễm Sương, Như Loan | Paris By Night 129 | 2019 |
| 113 | Trả Anh Về Với Người Sau (Hùng Quân) | solo | Paris By Night 130 | 2020 |
| 114 | Nỗi Buồn Con Gái (Nhật Ngân) | Diễm Sương, Hương Thủy, Như Loan, Hạ Vy, Hà Thanh Xuân, Như Ý, Quỳnh Vi, Băng Tâm, Lam Anh, Hoàng Mỹ An, Ngọc Anh | Paris By Night 130 | 2020 |
| 115 | Hình Ảnh Người Em Không Đợi (Hoàng Thi Thơ) | Nguyễn Hồng Nhung, Hương Thủy, Như Loan, Hạ Vy, Châu Ngọc Hà, Phương Yến Linh, Quỳnh Vi, Băng Tâm, Lam Anh, Hoàng Mỹ An, Kỳ Phương Uyên | Paris By Night 133 | 2022 |
| 116 | Đến Lúc Dừng Lại (Nguyễn Tùng) | solo | Paris By Night 133 | 2022 |
| 117 | Cánh Hồng Phai (Dương Khắc Linh, Hoàng Huy Long)                                                                                                 | Hoàng Mỹ An, Như Loan, Kỳ Phương Uyên, Thanh Hà, Như Ý, Hương Thủy, Hà Thanh Xuân, Băng Tâm, Ngọc Anh, Nguyễn Hồng Nhung, Minh Tuyết, Lam Anh | Paris By Night 134 | 2023 |
| 118 | Nghi Ngờ Tình Yêu (Đông Thiên Đức) | Bằng Kiều | Paris By Night 134 | 2023 |
| 119 | Hơn Một Lời Cảm Ơn (Ngô Minh Tài) | Ngọc Anh, Ý Lan, Tuấn Ngọc, Khánh Hà, Bằng Kiều, Trần Thái Hòa, Lam Anh, Đình Bảo, Kỳ Phương Uyên, Nguyễn Hồng Nhung, Ngọc Hạ, Tuấn Phước, Thiên Tôn, Hương Lan, Hoàng Oanh, Thanh Tuyền, Phương Hồng Quế, Thanh Hà, Quang Dũng, Trường Vũ, Như Quỳnh, Quang Lê, Thái Châu, Họa Mi, Nguyễn Hưng, Hương Thủy, Băng Tâm, Hoàng Nhung, Hà Thanh Xuân, Trịnh Lam, Phương Yến Linh, Ngọc Ngữ, Châu Ngọc Hà, Tâm Đoan, Mạnh Quỳnh, Phương Loan, Đan Nguyên, Lương Tùng Quang, Như Loan, Hoàng Mỹ An, Như Ý, Lâm Thúy Vân, Myra Trần, Don Hồ  | Paris By Night 134 | 2023 |
| 120 | Ánh Sáng Nhiệm Màu (Nguyễn Tùng) | Ngọc Anh | Paris By Night 136 | 2024 |
| 121 | Đừng Bỏ Em Một Mình (Phạm Duy, thơ: Minh Đức Hoài Trinh)                                                                                         | solo | Paris By Night 137 | 2024 |

#### Chương trình thu hình khác
| STT | Tiết mục | Thể hiện với                                                            | Chương trình                    | Năm  |
| --- | --- | ----------------------------------------------------------------------- | ------------------------------- | ---- |
| 1   | Thương Nhau Ngày Mưa (Nguyễn Trung Cang)                                                                                     | Như Quỳnh, Hồ Lệ Thu, Thanh Hà, Như Loan, Lưu Bích, Thủy Tiên, Ngọc Anh | Paris By Night Divas            | 2010 |
| 2   | LK Mưa: Hỡi Người Tình, Trời Còn Mưa Mãi, Mưa Trên Biển Vắng (LV: Nhật Ngân)                                                 | solo                                                                    | Paris By Night Divas            | 2010 |
| 3   | Như Đã Dấu Yêu (Đức Huy) | Bằng Kiều                                                               | Paris By Night 100 VIP Party    | 2010 |
| 4   | Tình Không Là Mơ (Quang Mẫn)                                                                                                 | solo                                                                    | A Dancing Dream - Season 1      | 2011 |
| 5   | Tình Lẻ Bóng (Lương Bằng Vinh)                                                                                               | solo                                                                    | Paris By Night 104 VIP Party    | 2012 |
| 6   | Người Ở Lại (Hoài An) | solo                                                                    | VSTAR Season 1 - Bán Kết        | 2012 |
| 7   | Nếu Em Được Chọn Lựa (Thái Thịnh)                                                                                            | solo                                                                    | Paris By Night 106 VIP Party    | 2012 |
| 8   | Lâu Đài Tình Ái (Trần Thiện Thanh)                                                                                           | Bằng Kiều                                                               | Paris By Night 109 VIP Party    | 2013 |
| 9   | Lời Con Xin Chúa (Lê Kim Khánh)                                                                                              | solo                                                                    | Paris By Night Gloria           | 2013 |
| 10  | Yêu Không Nuối Tiếc (Phúc Trường)                                                                                            | solo                                                                    | VSTAR Season 2 - Chung Kết      | 2014 |
| 11  | Dư Âm Mùa Giáng Sinh (Ngân Giang)                                                                                            | solo                                                                    | Paris By Night Gloria 2         | 2014 |
| 12  | Quê Tôi (Minh Vy) | Victoria Thúy Vi                                                        | VSTAR Kids Season 1 - Chung Kết | 2015 |
| 13  | Vì Em Nhiều Nước Mắt (Châu Đăng Khoa)                                                                                        | solo                                                                    | VSTAR Season 3 - Chung Kết      | 2015 |
| 14  | Chìa Khóa Tình Yêu (LV: Khúc Lan)                                                                                            | solo                                                                    | Hội Ngộ Táo Quân                | 2016 |
| 15  | Xin Dành Trọn Cho Em (Tùng Châu, Thái Thịnh)                                                                                 | Nguyễn Hồng Nhung, Lam Anh, Ngọc Anh                                    | Divas Live Concert              | 2016 |
| 16  | Chờ Một Tiếng Yêu (Lê Hựu Hà)                                                                                                | Lam Anh                                                                 | Divas Live Concert              | 2016 |
| 17  | Người Thứ Ba (Minh Vy) | solo                                                                    | Divas Live Concert              | 2016 |
| 18  | Niềm Đau Chôn Dấu (LV: Lữ Liên)                                                                                              | Khánh Hà, Ngọc Anh, Nguyễn Hồng Nhung                                   | Divas Live Concert              | 2016 |
| 19  | Mưa Lệ (Lam Phương) | Solo                                                                    | Liveshow Mai Thiên Vân          | 2017 |
| 20  | LK Chuyến Đi Về Sáng (Mạnh Phát), Mưa Nửa Đêm (Trúc Phương), Trưng Vương Khung Cửa Mùa Thu (LV: Nam Lộc)                     | Mai Thiên Vân, Hạ Vy                                                    | Liveshow Mai Thiên Vân          | 2017 |
| 21  | Nắng Chiều (Lê Trọng Nguyễn)                                                                                                 | Mai Thiên Vân, Hạ Vy, Đan Nguyên, Mạnh Quỳnh                            | Liveshow Mai Thiên Vân          | 2017 |
| 22  | Giáng Sinh Trong Mái Nghèo (Thanh Lâm)                                                                                       | solo                                                                    | Paris By Night Gloria 3         | 2017 |
| 23  | LK Tình Xa Khuất, Một Thời Đã Xa (Trường Huy)                                                                                | solo                                                                    | Gió Mùa Xuân Tới                | 2018 |
| 24  | Trái Tim Không Ngủ Yên (Thanh Tùng)                                                                                          | Bằng Kiều, Ngọc Anh, Hoài Phương                                        | Gió Mùa Xuân Tới                | 2018 |
| 25  | Từ Ngày Em Đi (Huỳnh Quốc Huy)                                                                                               | Bằng Kiều                                                               | Paris By Night Divos            | 2018 |
| 26  | Con Nợ Mẹ (Nguyễn Văn Chung)                                                                                                 | Mira Minh Châu                                                          | VSTAR Kids Season 2 - Chung Kết | 2018 |
| 27  | Để Cho Em Khóc (Phúc Trường)                                                                                                 | solo                                                                    | VSTAR Season 5 - Đêm Trao Giải  | 2018 |
| 28  | LK Một Thời Đã Xa (Trường Huy, Nguyễn Thanh Hà), 999 Đoá Hồng, Tình Nhạt Phai (LV: Nhật Ngân), Trọn Kiếp Bình Yên (Đăng Anh) | Dương Triệu Vũ                                                          | Paris By Night 128 VIP Party    | 2018 |
| 29  | Tận Cùng Nỗi Đau (Hùng Quân)                                                                                                 | Solo                                                                    | Liveshow Đình Bảo               | 2019 |
| 30  | LK Lời Hát Vu Vơ (LV: Khúc Lan), Chỉ Còn Mình Anh (LV: Lữ Liên), Một Thuở Yêu Người (LV: Khúc Lan)                           | Đình Bảo                                                                | Liveshow Đình Bảo               | 2019 |

#### Chương trình Thúy Nga Music Box
| STT | Tên bài hát                                                                                   | Thể hiện với | Chương trình           | Năm  |
| --- | --------------------------------------------------------------------------------------------- | ------------ | ---------------------- | ---- |
| 1   | LK Đã Không Yêu Thì Thôi (Hoài An) & Đã Không Còn Hối Tiếc (Tùng Châu & Thái Thịnh)           | solo         | Thúy Nga Music Box #13 | 2020 |
| 2   | LK Tình Xa Khuất, Một Thời Đã Xa (Trường Huy); Người Về Cuối Phố, Bờ Bến Lạ (Nguyễn Nhất Huy) | Đăng Vinh    | Thúy Nga Music Box #13 | 2020 |
| 3   | Thầm Gọi Tên Anh (Lời Việt: Nhật Ngân)                                                        | solo         | Thúy Nga Music Box #13 | 2020 |
| 4   | Yêu Một Người, Sống Bên Một Người (Hoài An)                                                   | solo         | Thúy Nga Music Box #13 | 2020 |
| 5   | LK Người Thứ Ba & Sao Anh Ra Đi (Minh Vy)                                                     | solo         | Thúy Nga Music Box #13 | 2020 |
| 6   | Chờ Một Tiếng Yêu (Lê Hựu Hà)                                                                 | solo         | Thúy Nga Music Box #13 | 2020 |
| 7   | Bức Tranh Tiền Kiếp (Vương Anh Tú)                                                            | solo         | Thúy Nga Music Box #13 | 2020 |
| 8   | Từng Yêu (Nguyễn Đình Dũng)                                                                   | solo         | Thúy Nga Music Box #13 | 2020 |
| 9   | Để Cho Em Khóc (Phúc Trường)                                                                  | solo         | Thúy Nga Music Box #13 | 2020 |
| 10  | Như Đã Dấu Yêu (Đức Huy)                                                                      | Bằng Kiều    | Thúy Nga Music Box #28 | 2021 |
| 11  | Ngỡ Một Lần Nữa Anh Quay Về (Phúc Trường)                                                     | Bằng Kiều    | Thúy Nga Music Box #28 | 2021 |
| 12  | Tình Bơ Vơ (Lam Phương)                                                                       | Bằng Kiều    | Thúy Nga Music Box #28 | 2021 |
| 13  | Từ Biệt Một Nỗi Yêu Thương (Thái Thịnh)                                                       | Solo         | Thúy Nga Music Box #28 | 2021 |
| 14  | Tôi Đã Mong Mình Quên (Huỳnh Quốc Huy)                                                        | Bằng Kiều    | Thúy Nga Music Box #28 | 2021 |
| 15  | LK Yêu Thuơng Mong Manh (Đức Trí, Hà Quang Minh) & Xin Lỗi Anh (Hoài An)                      | Bằng Kiều    | Thúy Nga Music Box #28 | 2021 |
| 16  | Giờ Thì Anh Đã Biết (Thái Thịnh)                                                              | Bằng Kiều    | Thúy Nga Music Box #28 | 2021 |

### Trung tâm Tình
(DVD Version)
| STT | Ca khúc                                | Thể hiện với | Chương trình                      | Năm  |
| --- | -------------------------------------- | --- | --------------------------------- | ---- |
| 1   | Em Vẫn Đợi Anh                         | Solo | Quê Hương Tình Yêu Và Tuổi Trẻ 3  | 1998 |
| 2   | Tình Xuân                              | Hạ Vy, Tú Quyên, Lưu Mỹ Linh, Johnny Dũng, Bảo Huy, Khánh Hoàng, Tuấn Thông                                                                      | Quê Hương Tình Yêu Và Tuổi Trẻ 4  | 1998 |
| 3   | Chiều Xuân (Ngọc Châu)                 | solo | Quê Hương Tình Yêu Và Tuổi Trẻ 4  | 1998 |
| 4   | Trái Tim Không Ngủ Yên (Thanh Tùng)    | Johnny Dũng | Quê Hương Tình Yêu Và Tuổi Trẻ 4  | 1998 |
| 5   | Cà Phê Một Mình                        | Solo | Quê Hương Tình Yêu Và Tuổi Trẻ 5  | 1999 |
| 6   | Một Thời Đã Xa (Trường Huy)            | Johnny Dũng | Quê Hương Tình Yêu Và Tuổi Trẻ 5  | 1999 |
| 7   | LK Vào Hạ & SHA-LA-LA                  | Johnny Dũng, Huy Vũ, Hạ Vy, Tú Quyên, Lưu Mỹ Linh                                                                                                | Quê Hương Tình Yêu Và Tuổi Trẻ 5  | 1999 |
| 8   | Happy Y2K                              | Hạ Vy, Tú Quyên, Diễm Liên, Lưu Mỹ Linh, Johnny Dũng, Nhật Quân, Tuấn Thông                                                                      | Quê Hương Tình Yêu Và Tuổi Trẻ 6  | 1999 |
| 9   | Mắt Buồn                               | Solo | Quê Hương Tình Yêu Và Tuổi Trẻ 6  | 1999 |
| 10  | Anh Hùng Xạ Điêu (Lời Việt: Nhật Ngân) | Johnny Dũng | Quê Hương Tình Yêu Và Tuổi Trẻ 6  | 1999 |
| 11  | Lang Thang (Tuấn Thành)                | Solo | Quê Hương Tình Yêu Và Tuổi Trẻ 7  | 2000 |
| 12  | Em Về Tinh Khôi (Quốc Bảo)             | Johnny Dũng | Quê Hương Tình Yêu Và Tuổi Trẻ 7  | 2000 |
| 13  | Kiếp Ca Sầu (LV: Minh Khang)           | Huy Vũ | Quê Hương Tình Yêu Và Tuổi Trẻ 8  | 2001 |
| 14  | Ta Chẳng Còn Ai (Đức Trí)              | solo | Quê Hương Tình Yêu Và Tuổi Trẻ 8  | 2001 |
| 15  | Bờ Bến Lạ (Nguyễn Nhật Huy)            | solo | Quê Hương Tình Yêu Và Tuổi Trẻ 9  | 2001 |
| 16  | Nếu Phôi Pha Ngày Mai (Hoài An)        | Huy Vũ | Quê Hương Tình Yêu Và Tuổi Trẻ 9  | 2001 |
| 17  | LK Tình                                | Hạ Vy, Tú Quyên, Diễm Liên, Thanh Trúc, Huy Vũ, Hoài Vũ, Duy Linh, Johnny Dũng                                                                   | Quê Hương Tình Yêu Và Tuổi Trẻ 10 | 2002 |
| 18  | Muộn Màng (Nguyễn Nhất Huy)            | solo | Quê Hương Tình Yêu Và Tuổi Trẻ 10 | 2002 |
| 19  | Mưa Buồn (Hoài An)                     | Huy Vũ | Quê Hương Tình Yêu Và Tuổi Trẻ 10 | 2002 |
| 20  | LK Top Hits                            | Tâm Đoan, Hạ Vy, Diễm Liên, Thanh Trúc, Rebecca Quỳnh Giao, Vina Uyển My, La Sương Sương, Huy Vũ, Tiến Dũng, Minh Chánh, Nhật Trung, Johnny Dũng | Quê Hương Tình Yêu Và Tuổi Trẻ 11 | 2003 |
| 21  | Mãi Là Người Đến Sau                   | solo | Quê Hương Tình Yêu Và Tuổi Trẻ 11 | 2003 |
| 22  | LK Dân Ca                              | Hạ Vy, Tâm Đoan | Quê Hương Tình Yêu Và Tuổi Trẻ 11 | 2003 |
| 23  | Hương Rượu Tình Nồng                   | Huy Vũ | Quê Hương Tình Yêu Và Tuổi Trẻ 11 | 2003 |
| 24  | LK Cha Cha Cha                         | Hạ Vy, Vina Uyển My, Rebecca Quỳnh Giao, Huy Vũ, Minh Chánh, Tiến Dũng, Tuấn Hải                                                                 | Quê Hương Tình Yêu Và Tuổi Trẻ 12 | 2004 |
| 25  | Dẫu Có Muộn Màng (Quốc An)             | solo | Quê Hương Tình Yêu Và Tuổi Trẻ 12 | 2004 |
| 26  | Đã Xa Cuộc Tình                        | Cẩm Ly | Quê Hương Tình Yêu Và Tuổi Trẻ 12 | 2004 |
| 27  | LK Top Hits 2                          | Hạ Vy, Vina Uyển My, Gia Linh, Tú Quyên, Thùy Vân, Huy Vũ, Gia Huy, Philip Huy, Kevin Khoa, Minh Chánh, Tuấn Hùng                                | Quê Hương Tình Yêu Và Tuổi Trẻ 13 | 2005 |
| 28  | Sao Anh Ra Đi (Minh Vy)                | solo | Quê Hương Tình Yêu Và Tuổi Trẻ 13 | 2005 |
| 29  | Dấu Tình Đã Xa (Lê Quốc Dũng)          | solo | Quê Hương Tình Yêu Và Tuổi Trẻ 14 | 2006 |
| 30  | Người Về Cuối Phố (Nguyễn Nhất Huy)    | solo | Quê Hương Tình Yêu Và Tuổi Trẻ 15 | 2007 |
| 31  | Quê Tôi (Minh Vy)                      | solo | Quê Hương Tình Yêu Và Tuổi Trẻ 16 | 2008 |
| 32  | Tình Ta Thắm Thiết (LV: Nhật Ngân)     | Johnny Dũng | Quê Hương Tình Yêu Và Tuổi Trẻ 17 | 2009 |

## Đời tư
Năm 2013, Tuyết lập gia đình với người Mỹ gốc Việt tên là Diệp Nghi Keith, doanh nhân tại Mỹ.